# Spuitroom
Spuitroom is (slag)room in een spuitbus, die gebruikt wordt voor garnering. Lachgas, E942 wordt gewoonlijk nog als drijfgas gebruikt, en er zitten hulpstoffen in om de room geschikt te maken voor dit doel. Lachgas is een zeer sterk broeikasgas en breekt zeer waarschijnlijk de ozonlaag af.
- Spuitroom moet voldoen aan de wettelijke eisen voor room: van koemelk, minstens 10% vet.
- Spuitslagroom moet voldoen aan de eisen voor slagroom: van koemelk, minstens 30% vet.[4]

Spuitroom wordt voornamelijk gekocht vanwege het gebruiksgemak en is eigenlijk alleen geschikt als garnering. Door het gas is spuitroom iets minder rijk aan calorieën dan hetzelfde volume aan slagroom. Kwalitatief leveren spuitbussen mindere slagroom: het mondgevoel is anders, de smaak is minder vol. Omdat de room onmiddellijk inzakt wanneer je probeert er iets door te mengen, doet de fabrikant er suiker of een zoetstof in.
Terwijl gewone slagroom door het kloppen in volume verdubbelt, geeft het drijfgas deze room het viervoudige volume van de gasvrije ingrediënten. Na het spuiten moet deze room binnen een uur, maar bij voorkeur direct geserveerd worden, anders zakt hij in en kan melkachtig worden.
Spuitroom wordt geproduceerd uit gesteriliseerde room met emulgator, stabilisator en een zoetstof als vanillesuiker.
Er is een speciale spuitroom die van de fabrikant de aanduiding soya cream heeft gekregen, maar uit diverse plantaardige vetten bestaat. Deze is geschikt voor veganisten en heeft een laag vetgehalte.